# طور شرف (طور الباحة)

تعديل مصدري - تعديل

طور شرف هي إحدى قرى عزلة طور الباحة بمديرية طور الباحة التابعة لمحافظة لحج، بلغ تعداد سكانها 35 نسمة حسب تعداد اليمن لعام 2004.